# Haemaphysalis asiatica
Haemaphysalis asiatica este o specie de căpușe din genul Haemaphysalis, familia Ixodidae, descrisă de Supino în anul 1897. Conform Catalogue of Life specia Haemaphysalis asiatica nu are subspecii cunoscute.